# Бруска бања
Бруска бања је један од четири значајнија термоминерална извора на територији Општина Брус.

## Географски положај
Бруска бања је лоцирана у непосредној зони централног дела градског насеља, на ниској тераси са леве стране Грашевачке реке на надморској висини од 423 m.

## Истраживања
Основна хидрогеолошка истраживања на овом локалитету, по површини и дубини, вршена су у две фазе током 1982 и 1983. године.
У првој фази, током 1982. године, урађена је бушотина на дубини 320 m, као и њена хидрохемијска и хидродинамичка испитивања.
У другој фази, током 1983. године настављено је бушење ( бушотина бр. 1/83 Брус - Грашевачка река ) до дубини од 700 m, а извршена су хидрохемијска и геофизичка истраживања и тестирање бушотине и самоизлива ( RGF - Институт за хидрологију, 2004 ).
У периоду 1998—2003. године праћен је режим издашности самоизлива и утврђено је да се кретао у распону од 4,9 - 5,1 l/s са температуром воде од 27,2 - 27,6 °C. На основу релативно константног кретања издашности и температуре утврђен је стабилан режим изворишта. Значајна компонента режима је и садржај слободних гасова, односно притисак под којим истичу термоминералне воде од 1,7 бара.

## Радови на уређењу изворишта
Током октобра 2003. године изведени су и радови на уређењу изворишта. Замењена је стара и монтирана глава бушотине од прохром челика стандарда AISI 304 са манометром и припадајућом опремом.

## Хемијски састав воде
По хемијском саставу воде овог термоминералног изворишта припадају  хидрокарбонатно - натријумском  ( HCO3 - Na ) типу вода.
На основу већег броја анализа утврђено је да у катјонском саставу доминирају :
- јони натријума (Na+) са садржајем од 359 - 371,9 mg/l
- јони калцијума (Ca2+) са садржајем од 12,8 - 25, 63 mg/l
- јони магнезијума (Mg2+) са садржајем од 11,8 - 16,9 mg/l

У анјонском саставу доминирају :
- јони хидрокарбоната (HCO3-) са садржајем од 866, 2 – 1100 mg/l
- хлоридни јони (Cl-) са садржајем од 20,39 - 23,8 mg/l
- сулфатни јони (SO4 2-) са садржајем од 2 - 45,76 mg/l
- флуорид (F-) са садржајем од 1,9 - 2,35 mg/l

На основу резултата физичко - хемијских истраживања и Правилник о квалитету природних минералних вода, ове воде су сврстане у  природне термоминералне, натријумске флуорне воде  .

## Лечилишна својства
На основу хемијских и физичких особина, ова термоминерална вода може се употребљавати пијењем, као допунско средство лечења код следећих хроничних обољења :
- хронични гастритис и дуодентис
- функционална обољења желуца и црева
- хронични некалкулозни холецистристис
- обољење бубрега и мокраћних путева
- микролитијаза
- литијаза са могућношћу спонтаног избацивања калкулуса
- стања после хируршког одстрањивања камена из мокраћних путева